# 谷田剛一
谷田	剛一（たにだ こういち、1935年 - ）は、日本の実業家、株式会社タニタハウジングウェア元代表取締役社長。

## 人物・経歴
1935年、父・谷田五八士（タニタ、タニタハウジングウェア創業者）と母・神谷操の長男として生まれる。
立教高等学校（現・立教新座中学校・高等学校）を経て、立教大学経済学部経営学科（現・経営学部）卒業。
水沢計子（立教女学院、立教大学卒）と結婚した後、夫妻でアメリカに留学し、ミシガン州立大学経済学部を卒業。
帰国後、名塩商店を経て、タニタ販売副社長を務める。
1985年、タニタハウジングウェア代表取締役社長（2代目）に就任。2003年、同社取締役会長。

## 親族
- 弟・谷田大輔 - タニタ元社長、谷田五八士の四男
- 子・谷田泰 - タニタハウジングウェア3代目社長